# Nagy Gábor (költő)
Nagy Gábor (Körmend, 1972. február 11. –) József Attila-díjas (2013) magyar költő, író, irodalomtörténész.

## Életpályája
A debreceni Kossuth Lajos Tudományegyetemen 1996-ban végzett magyar-német szakon, majd 2000-ben doktorált irodalomtudományból, disszertációját Baka István költészetéről írta (témavezetője Dr. Görömbei András volt).
1991 óta publikál irodalmi folyóiratokban: verseket, irodalomtörténeti tanulmányokat, kritikákat és elbeszéléseket. A Hitel (folyóirat, 1988–), Magyar Napló, Forrás, Életünk, Tiszatáj és számos más lap szerzője.
Oktatott a KLTE-n ’45 utáni irodalmat (1997–1998). Dolgozott irodalmi szerkesztőként könyvkiadónál (Széphalom Könyvműhely, 1998–2001), a próza és kritika rovat vezetőjeként a Magyar Napló folyóiratnál (2001–2004). 2004-től a Nyugat-magyarországi Egyetem szombathelyi Savaria Egyetemi Központ Kommunikáció és Médiatudományi Tanszékének docense. 1999 óta – kisebb megszakításokkal – a sárvári Országos Diákírók, Diákköltők Találkozójának zsűritagja.
A Magyar Írószövetség választmányának, a Magyar Alkotóművészek Országos Egyesülete (MAOE) és az Írók Szakszervezete tagja, 2008-tól az Írók Szakszervezete titkára. Tagja a Magyar Tudományos Akadémia Köztestületének, valamint a Nagy Gáspár Alapítvány és a Tokaji Írótábor kuratóriumának.
Hét önálló kötete jelent meg: három verseskötet (1996-ban, 1999-ben, 2003-ban), egy irodalomtörténeti monográfia Baka István költészetéről (2001-ben), egy tanulmány- és kritikakötet (2003-ban), egy kisregény (2008-ban) és egy regény Ki a konkolyt vette címmel (2009-ben), melynek megírásához elnyerte a Barankovics István Alapítvány alkotói ösztöndíját.
Irodalomtörténészként tanulmányokat publikált többek között Móricz Zsigmond, Nagy László, Csoóri Sándor, Kányádi Sándor, Szilágyi Domokos, Ratkó József, Orbán Ottó, Buda Ferenc, Nagy Gáspár, Baka István, Ágh István, Mezey Katalin, Utassy József, Oláh János, Kiss Benedek munkásságáról, illetve Mario Vargas Llosa, Vladimir Nabokov, Göran Tunström, Torgny Lindgren, Amin Maalouf, Toni Morrison, José Saramago, Jaan Kross, Carlos Fuentes, Antoni Libera műveiről.

## Díjak, ösztöndíjak
- 1996 Juhász Géza-díj
- 1999 KLTE predoktori ösztöndíj
- 2001 NKA Alkotói Ösztöndíj
- 2002-2005 Magyar Tudományos Akadémia Bolyai-ösztöndíj
- 2003 Vas Megye Önkormányzata Szolgálatának Kulturális Tagozata díja
- 2007 Móricz Zsigmond-ösztöndíj
- 2007 Magyar Napló-regénypályázat, III. díj
- 2007 Tokaji Írótábor díja
- 2008 Barankovics Alapítvány alkotói ösztöndíja
- 2008 Bertha Bulcsu-emlékdíj
- 2009 Bella István-díj
- 2013 József Attila-díj
- 2019 Balassi Bálint-emlékkard[1]

## Művei

### Önálló kötetei
- Farkasverem (versek), Széphalom Könyvműhely, Budapest, 1996. ISBN 963-8277-88-2
- Lélekvesztő (versek), Magyar Napló Kiadó–Széphalom Könyvműhely, Budapest, 1999. ISBN 963-9028-57-6
- “...legyek versedben asszonánc.” Baka István költészete (irodalomtörténeti monográfia), Kossuth Egyetemi Kiadó, Debrecen, 2001. ISBN 963-472-529-5
- Átok, balzsam (versek), Kortárs Könyvkiadó, Budapest, 2003. ISBN 963-9297-72-0
- Az olvasás tétje (tanulmányok, kritikák), Magyar Napló Kiadó, Budapest, 2003. ISBN 963-21260-6-8
- Álmatlanok és álmodozók (regény), Magyar Napló Kiadó, Budapest, 2008. ISBN 978-963-9603-74-5
- Ki a konkolyt vetette (regény), Magyar Napló Kiadó, Budapest, 2009. ISBN 978-963-9603-94-3
- Az értelmezésig és tovább. Tanulmányok, kritikák; Felsőmagyarország, Miskolc, 2009 (Vízjel sorozat)
- Angyalaid mind repülni tudnak; Magyar Napló, Bp., 2011
- Héthatár; Tipp Cult, Bp., 2013 (P'art könyvek)
- Kijátszott holnap. Válogatott és új versek; Magyar Napló–Hitel Könyvműhely, Bp., 2015
- Utassy József; MMA, Bp., 2018 (Közelképek írókról)

### Antológiákban
- A névjegyen (Tizenkét fiatal szerző) Magyar Napló Kiadó, Budapest, 2001. ISBN 963 00 67 15 3
- Verskarácsony (Mai magyar költők karácsonyi ajándéka), Beza Bt., Budapest 2002.
- Az év versei – 2002, Magyar Napló Kiadó, Budapest, 2002.
- Nincs és lehet közt (az új költőnemzedék antológiája), Masszi Kiadó, Budapest, 2003.
- Az év versei – 2003, Magyar Napló Kiadó, Budapest, 2003.
- Az év versei – 2004, Magyar Napló Kiadó, Budapest, 2004.
- Az év versei – 2005, Magyar Napló Kiadó, Budapest, 2005.
- Az év versei – 2006, Magyar Napló Kiadó, Budapest, 2006.
- Az év versei – 2007, Magyar Napló Kiadó, Budapest, 2007.
- Az év versei – 2008, Magyar Napló Kiadó, Budapest, 2008. ISBN 978-963-9603-66-0
- A visszaszerzés reménye – Húszéves a Hitel, antológia, A Hitelért Alapítvány, Budapest, 2008. ISBN 978-963-06-5936-9
- Az év versei – 2009, Magyar Napló Kiadó, Budapest, 2009. ISBN 978-963-9603-89-9

#### Spanyol nyelvűműfordításban
- Tendré un helicóptero. Muestra de una nueva lírica húngara, (antólogos), (fordította Ferdinandy György és María Teresa Reyes) Editorial Isla Negra, San Juan, 2006 ISBN 1-932271-65-1

## Műveiről
- Papp Endre: A költő felderengő portréja, Új Könyvpiac, 2000/január–február, 7.
- Pécsi Györgyi: A formával megkötött reménytelenség (Nagy Gábor: Lélekvesztő), Hitel, 2000/5. 107–110. = Uő: Olvasópróbák 2. Felsőmagyarország Kiadó, Miskolc, 2003. 125–132.
- Papp Endre: „csak az új ami régi” (Nagy Gábor: Lélekvesztő), Bárka, 2001/2. 91–93. = Uő.: Megállni a megértésnél? Felsőmagyarország Kiadó, Miskolc, 2001. 238–241.[halott link]
- Szentmártoni János: „kételyekre ütött billog” (Nagy Gábor: Lélekvesztő) Új Forrás, 2001/8. 45–49. = Uő: Eleven csónak, Magyar Napló Kiadó, 256–263. Archiválva 2007. január 13-i dátummal a Wayback Machine-ben
- Tarján Tamás: Nagy Gábor:"...legyek versedben asszonánc" Baka István költészetéről , Könyvhét, 2001. május 3. 19.
- Márkus Béla: Nagy Gábor: "...legyek versedben asszonánc", Magyar Napló, 2001/3-4-5. 98-100.
- Szigeti Lajos Sándor: Nemzeti és egyetemes apokaliptika – Nagy Gábor Baka-monográfiájáról, Tiszatáj, 2001/6. 99-106.
- Ferencz Győző: Távlatban (Nagy Gábor: "...legyek versedben asszonánc" – Baka István költészetéről c. monográfiájáról), Népszabadság, 2001. november 10.
- Lehóczky Ágnes: Az önértelmezés lehetőségei (Nagy Gábor: Lélekvesztő), Magyar Napló, 2002/1. 25–26.
- Ekler Andrea: Képeslapok ide- és odaátra (Pályakép Nagy Gáborról) Hitel, 2000/11. 65–69.= Uő: A névjegyen (szerk. Papp Endre), Magyar Napló Kiadó, 2001. 161–167. = Uő: Létra az örökléthez, Magyar Napló Kiadó, 2004. 42–49.
- Bakos András: Nagy Gábor: "...legyek versedben asszonánc" A költő rokonai, Délmagyarország, 2001. október 13. Napos oldal 5.
- Matúz Viktória: Nagy Gábor: Világvége vagy transzcendencia – "...legyek versedben asszonánc" – Baka István költészete, Hitel, 2002/10. 126-127.
- Molnár Krisztina: Az én titkom (Nagy Gábor: Átok, balzsam), Magyar Napló, 2004/4. 35–36.
- Szigeti Lajos Sándor: Egységes metaforika és nemzeti apokaliptika (Nagy Gábor: "...legyek versedben asszonánc" – Baka István költészete) Verssor(s)ok, Széphalom Könyvműhely, Budapest, 2005. 419-430.
- Papp Endre: Átok is, balzsam is, Életünk, 2004/4. = Uő: Szemléletünk próbája, Felsőmagyarország Kiadó, Miskolc, 2007. 193–197.
- Ekler Andrea: „Útjelzők” (Nagy Gábor: Átok, balzsam; Az olvasás tétje), Bárka, 2004/5. 115–120. =Uő: "A közöny az ördög karosszéke", Felsőmagyarország Kiadó, 2008. 183–190.
- Pósa Zoltán: Álmatlanok és álmodozók, Magyar Nemzet, 2008. július 4. 14. o.
- Ughy Szabina: A vimesdobozon innen és túl, PRAE.hu, 2009. április 7. [halott link]
- „Jobb az üldözöttek, mint az üldözők között lenni” (A rendszerváltozás irodalmi megjelenítése), Márkus Béla, Kortárs, 2009/5.
- Babus Antal: A szerepektől a Főrendezőig – Portré Nagy Gáborról; Pályatükrök (Húsz portré fiatal alkotókról), Magyar Írószövetség Arany János Alapítványa – Kortárs Könyvkiadó, Budapest, 2009. 15-20. ISBN 978-963-9593-90-9
- dr. Gyürki László: Ki a konkolyt vetette
- Merklin Tímea: Rejtélyes papgyilkosságok a Kádár-rendszerben, Vas Népe, 2009. június 13.[halott link]
- Pallós T.: Könyvheti lapozgatások, Új Ember hetilap, 2009.június 14.
- Pósfai Áron: Könyvajánló – Nagy Gábor: Ki a konkolyt vetette, Savaria Fórum, 2009. június 20. 12.[halott link]
- Pécsi Györgyi: Olvasópróbák, Nagy Gábor: Ki a konkolyt vetette, Magyar Katolikus Rádió, elhangzott 2009. júl. 2-án 11 óra 15 perckor

## Interjúk
- Kálmán Emese: Séta a formák körül. Nagy Gábor költő a dél-amerikai irodalomról és egy régi olvasónaplóról, Magyar Napló, 2000/1. 39. o.
- A Tejszínhabtól a Lélekvesztőig. Beszélgetés Nagy Gáborral, aki kincskeresőként kezdte pályafutását, Dévai Márta, Vas Népe, 2000. ápr. 11., 1. o., 7. o.
- Sebhelyek a versen (Papp Endre beszélgetése Nagy Gáborral) Hitel (folyóirat, 1988–), 2000/11. 70–73. = A névjegyen, Magyar Napló Kiadó, 2001. 168–173. o.
- Egy költő Körmendről. Beszélgetés dr. Nagy Gáborral (tata), Körmendi Híradó, 2003. máj. 12. 12. o.
- Új kihívások előtt (Ekler Andrea beszélgetése Nagy Gáborral), Magyar Napló, 2004/4. 17–19.
- Elkötelezettségek, szorongások költője, Pósa Zoltán, Magyar Nemzet, 2007. aug. 27.
- Beszélgetés a Bella István-díj átadásakor (Merítés), Filippinyi Éva, MR1-Kossuth Rádió, 2009. jan. 28. 8 óra 40'
- Beszélgetés egy készülő regényről (Keddi kincses kalauz), Gózon Ákos, Magyar Katolikus Rádió, 2009. febr. 3. 15.00
- Portré mikrofonnal, Gózon Ákos, Magyar Katolikus Rádió, 2009. június 16. 11 óra 34'

## Interneten elérhető művei
- Nagy Gábor honlapja Archiválva 2015. március 28-i dátummal a Wayback Machine-ben
- Nagy Gábor verse a Kortárs 1999. decemberi számában (Apokrif levél)
- A só meséje; Közeltávol (versek) Kortárs, 2001/05.
- Nem írok naplót; Mécses; Poéta verse (versek), Kortárs, 2002/05.
- Más ég alatt; Levelek Pefkiből; Jászú (versek), Tiszatáj, 2002/09.
- Régi dicsőségünkről (vers), Magyar Napló, 2003. január
- Balzac kallódó szonettjeiből (vers), Magyar Napló, 2003. június
- Régimódi imádság; Szférák zenéje, Kortárs, 2003/09.
- Nagy Gábor versei a Forrás 2005. májusi számában (Bosszús, közönyös dal; Könyörgés áldomásért; A pajta) Archiválva 2009. május 25-i dátummal a Wayback Machine-ben
- Nagy Gábor verse a Hitel 2006. júniusi számában (Levél grafikus barátomnak)
- Anagrammák (magánkamra), (versek) Forrás, 2007/06. Archiválva 2007. július 4-i dátummal a Wayback Machine-ben
- Ady Endre ébresztése (Magyar falu föntről; A bősz hitetlenek; Új évszázad Hunniája), versek, Hitel, 2008. január 3-5. o.[halott link]
- Baka István hosszúversei, Forrás, 1999. szeptember
- Az olvasás tétje (esszé), Új Forrás, 2001/10. Archiválva 2007. január 13-i dátummal a Wayback Machine-ben
- „Az elsüllyedt mennyországok túlélője”, Csoóri Sándor: Csöndes tériszony c. könyvéről, Kortárs, 2002/07.
- „Virágok romlása” Hazafiság és emberség Utassy József költészetében (tanulmány), Forrás, 2004/01.
- A szülőföld és az anyanyelv (A nemzeti önazonosság keretei Kányádi Sándor költészetében), tanulmány, Forrás, 2004/05.
- A különállás és összetartozás magatartásmodellje Buda Ferenc költészetében (tanulmány), Hitel, 2004/08.
- A nemzeti közösség sorsértelmezése Baka István költészetében (tanulmány), Forrás, 2004/12.
- Organikusság és logika egy tudósi életműben, Jánosi Zoltán: „Kő alatti fény”. Ratkó József és „két” nemzedéke Hitel, 2006/09. 114-118.
- Nagy László: Gyászom a színészkirályért c. versének szemiotikai elemzése (tanulmány), Forrás, 2008/01. Archiválva 2010. március 31-i dátummal a Wayback Machine-ben
- Irodalomelmélet az irodalom történetében (tanulmány), Kortárs, 2008/07.[halott link]